# Pediatric Allergy, Immunology, and Pulmonology
Pediatric Allergy, Immunology, and Pulmonology, abgekürzt Pediatr. Allergy Immunol. Pulmonol., ist eine wissenschaftliche Fachzeitschrift, die vom Mary Ann Liebert-Verlag veröffentlicht wird. Die Zeitschrift wurde 1987 unter dem Namen Pediatric Asthma, Allergy & Immunology gegründet, änderte 2010 den Namen in Pediatric Allergy, Immunology und Pulmonology und erscheint mit vier Ausgaben im Jahr. Es werden Arbeiten veröffentlicht, die sich mit der Behandlung von Atemwegserkrankungen sowie Fragestellungen zur Allergologie und Immunologie beschäftigen.
Der Impact Factor lag im Jahr 2014 bei 0,657. Nach der Statistik des ISI Web of Knowledge wird das Journal mit diesem Impact Factor in der Kategorie Allergologie an 22. Stelle von 24 Zeitschriften, in der Kategorie Atemwegssystem an 55. Stelle von 58 Zeitschriften, in der Kategorie Immunologie an 143. Stelle von 148 Zeitschriften und in der Kategorie Pädiatrie an 107. Stelle von 120 Zeitschriften geführt.